# Oigny (Côte-d'Or)
Oigny é uma comuna francesa na região administrativa da Borgonha-Franco-Condado, no departamento de Côte-d'Or. Estende-se por uma área de 15 km². Em 2010 a comuna tinha 42 habitantes (densidade: 2,8 hab./km²).